# Carlo Canera di Salasco
Carlo Carnera di Salasco (né à Turin en 1796 et mort en 1866) est un militaire italien.

## Biographie
Carlo Carnera di Salasco est sous-lieutenant en 1814, il obtient le grade de colonel en 1834 et major général en 1838. À partir de 1839, il est chef d'état major général et aide général de Charles-Albert de Sardaigne. Depuis 1834 et pendant toute la première phase de la première guerre d'indépendance il est à l'état-major général.
Après la bataille de Custoza, il signe le 9 août 1848, à Vigevano, l'armistice avec l'Autriche, l'armistice dit « Salasco », qui met fin à la première phase de la première guerre d'indépendance.
Quinze jours après, le 24 août, il est mis en congés et il prend sa retraite le 4 décembre suivant.

## Crédit d'auteurs
- (it) Cet article est partiellement ou en totalité issu de l’article de Wikipédia en italien intitulé « Carlo Canera di Salasco » (voir la liste des auteurs).